# Штраних, Игорь Владимирович
Игорь Владимирович Штра́них (21 октября 1918, Смоленск — 9 июня 1990) — советский учёный, лауреат Сталинской премии.

## Биография
Родился в Смоленске. Сын В. Ф. Штраниха (1888–1981), народного художника СССР (1978). В 1922 году семья переехала в Москву.
Во время войны служил в части, обеспечивающей каналы связи боевого управления войсковыми соединениями. Инженер-капитан, принимал участие в боевых операциях в Белоруссии, на Днепре.
С 1946 года — участник советского атомного проекта, научный сотрудник Лаборатории атомного ядра ФИАН.
Работал в ОИЯИ со дня его образования (1970). Был одним из организаторов Лаборатории ядерной электроники и вычислительной техники, а затем до 1990 года возглавлял её.
Под его руководством создан первый вычислительный комплекс ИЯИ, проведена автоматизация процессов на Линейном ускорителе Московской мезонной фабрики.
Доктор технических наук (1970), старший научный сотрудник.

## Награды и премии
- Сталинская премия третьей степени (1953) — за ядерно-физические исследования, связанные с разработкой и испытанием изделия РДС-6с
- орден Октябрьской революции
- орден Красной Звезды (19.2.1945)
- два ордена Отечественной войны II степени (1.2.1943, был представлен к ордену Красной Звезды; 6.4.1985)

## Сочинения
- Генерация витковой ЭДС и некоторые особенности законов электромагнитной индукции [Текст]. - Москва : ИЯИ, 1978. - 11 с. : ил.; 29 см. - (АН СССР, Институт ядерных исследований; П-0094).
- Генератор миллимикросекундных импульсов [Текст] / И. В. Штраних, А. Е. Воронков. - Москва : [б. и.], 1958. - 17 с., 1 л. схем. : ил.; 26 см. - (Передовой научно-технический и производственный опыт. Тема 36. Приборы и электронная аппаратура для измерения радиотехнических величин/ Гос. науч.-техн. ком-т Совета Министров СССР. Акад. наук СССР. Филиал Всесоюз. ин-та науч. и техн. информации; № П-58-129/17).
- ЭВМ Мир-1 в качестве аппаратного транслятора для больших машин [Текст] / В. И. Пилипенко, И. В. Штраних. - Москва : [б. и.], 1973. - 116 с. [2 т.] с. : ил.; 22 см. - (Препринт/ АН СССР. Физ. ин-т им. П. Н. Лебедева; № 119).
- Амплитудный конвертор для снятия многомерных спектров [Текст] / Б. Е. Журавлев, Г. И. Забиякин, И. В. Штраних. - Дубна : [б. и.], 1960. - 24 с. : ил.; 29 см. - (Издания/ Объедин. ин-т ядерных исследований. Лаборатория нейтронной физики. Физический ин-т им. П. Н. Лебедева АН СССР; Р-487).